# K.P.シャルマ・オリ
カドガ・プラサード・シャルマ・オリ（ネパール語: खड्गप्रसाद शर्मा ओली, ラテン文字転写: Khadga Prasad Sharma Oli）は、ネパールの政治家。現在、同国首相（3期目）。
2015年から2016年、2018年から2021年にも同国首相を務めている。ネパール共産党統一マルクス・レーニン主義派（統一共産党）の常任委員であり、副首相兼外相などを歴任した。元親国王派、反マオイストとも言われ、ジャラ・ナート・カナールと激しく対立している。

## 経歴
もと、1970年代のジャパ郡武装蜂起の参加者の一員。その後、チャンドラ・プラカシュ・マイナリらとネパール共産党マルクス・レーニン主義派を結成し、さらに1991年、統一共産党の結成に参加する。
2009年2月の統一共産党第8回大会で議長選に立候補したが、カナールに敗れた。2014年に統一共産党議長に就任。2015年10月11日制憲議会における首相選挙で前職のスシル・コイララを破り、翌12日首相に就任した。
2016年7月24日、オリは議会で首相不信任決議案が採択される前に辞任する意向を表明した。統一共産党党首として臨んだ2017年ネパール総選挙では第1党へと導き、2018年2月15日に2度目の首相へ就任した。
2020年12月20日にはビドヤ・デビ・バンダリ大統領に進言し下院の解散を行ったが、翌2021年2月23日に最高裁判所により越権行為と判断され、解散は無効となった
。5月10日、下院議会は首相信任投票を賛成93、反対124票で否決し、不信任となった。しかし野党が期限である13日午後9時までに議会過半数を占める連立政権を樹立できなかったため、バンダリ大統領より首相に再任された。しかし20日、最高裁判所が非国会議員を大臣へ任命することは違憲との判断を下したため7人が閣僚を解任されることとなり、さらに内務大臣のバーダルが同日に執行された国会議員補欠選挙で落選（投票3日前からは特定候補への投票を促すことを禁じられる『沈黙の期間』となるにもかかわらず、オリがバーダルに対する投票を呼びかけたため批判を浴びた）。このためバンダリ大統領はオリの進言を受け、22日に議会を解散し、11月に総選挙が実施されることとなった。しかしネパール会議派などからシェール・バハドゥル・デウバ前首相を首相に就任させるよう請願が出され、最高裁は7月12日に5月22日の下院解散を無効としたほか、オリ政権存続も認めず、バンダリ大統領に対し2日以内にデウバを首相に就任させるよう命じた。7月13日にデウバが後継の首相に任命されオリ政権は終焉。
2022年11月の議会総選挙後の連立交渉の結果、毛沢東主義派のプラチャンダとオリの両元首相が交互に首相を務めることとなり、まずプラチャンダが2022年12月26日より首相就任宣誓を行った。しかし2023年2月24日、プラチャンダは3月9日に予定されている大統領選挙に統一共産党ではなく野党・ネパール会議派のラム・チャンドラ・パウデル候補を支持することを表明したため、統一共産党は2月27日に外相、副首相兼財務相を含む閣僚8人全員を閣内から引き上げた。
約1年後の2024年3月4日、プラチャンダと新たに同盟を締結し政権に復帰。しかしプラチャンダとの対立は激化し、2024年7月2日には24時間以内に首相を辞任するようプラチャンダに要求したが応じなかったことから翌3日に統一共産党は閣僚8人を引き上げ、連立政権が事実上崩壊。12日には連邦議会にてプラチャンダに対する信任決議案が賛成63票、反対194票（可決には138票が必要）で否決され、不信任が成立。議会の意向も踏まえ、7月14日にパウデル大統領はシャルマ・オリを新首相に任命し、15日に就任宣誓を行った。